# Salvenach
Salvenach (tên tiếng Pháp: Salvagnie) ) là một đô thị trong huyện See thuộc bang Fribourg ở Thụy Sĩ.